# Veseris
El riu Veseris va ser un antic riu o torrent de Campània vora el Vesuvi, segons diu Aureli Víctor.
Només es coneix el seu nom perquè a la seva riba es va lliurar una batalla entre els llatins dirigits pels cònsols Tit Manli Imperiós Torquat i Publi Deci Mus l'any 340 aC. Els romans es van atribuir la victòria però probablement va ser una batalla equilibrada sense guanyador. La batalla la descriu Titus Livi, que sembla indicar que hi havia una ciutat anomenada també Veseris o Veserim. Aureli Víctor expressament anomena el Veserim fluvium, i diu que els romans havien acampat a les seves ribes. Una mica més tard va tenir loc la batalla del Vesuvi, on va morir Publi Deci Mus.